# Antonio García Valcarce
Antonio García Valcarce (Santa María de Ordás, León, 12 de octubre de 1921-Sevilla, 14 de septiembre de 2013) fue un ingeniero de montes, catedrático de construcción y arquitecto honorario español. Desarrolló la mayor parte de su tarea docente en la Escuela de Arquitectura de la Universidad de Sevilla; compatibilizándolo con el ejercicio de la profesión; fue profesor y director de la Escuela de Arquitectura de la Universidad de Navarra.

## Biografía
Antonio García Valcarce nació en Santa María de Ordás (León) el 12 de octubre de 1921, donde cursó sus estudios primarios y secundarios en el colegio de los Padres Agustinos. En 1940 se traslada a Madrid para preparar el ingreso en la Escuela Técnica Superior de Ingenieros de Montes, donde estudió desde 1942 a 1947, obteniendo el título de Ingeniero de Montes ese mismo año. En 1947 se traslada a Sevilla, donde desarrolla una intensa actividad en el mundo de la construcción, que, desde 1963, después de obtener el doctorado como Ingeniero de Montes, compagina con la docencia en la Escuela de Arquitectura de Sevilla. En 1985 deja Sevilla y se incorporá a la Escuela de Arquitectura de la Universidad de Navarra, de la que fue director entre 1991 y 1994; en esa escuela continúa su labor docente hasta su jubilación en 1997. Regresó con su esposa a Sevilla, donde vivían la mayor parte de sus hijos. Falleció en esa ciudad el 14 de septiembre de 2013.

## Carrera profesional
En 1947 se traslada a Sevilla, donde desde 1947 a 1959 trabaja como Ingeniero Jefe de Obras en la Empresa Constructora Agromán. Entre 1959 y 1963 desarrolla su actividad profesional como Delegado de Edificios y Obras S.A, y desde 1959 a 1963, como Director Gerente de Almedí, S.A.
En 1963, inicia su dedicación docente en la Escuela de Arquitectura de la Universidad de Sevilla, pero esto no le hace abandona rla actividad profesional, convencido de la necesidad de transmitir a los futuros arquitectos una experiencia actualizada de la actividad profesional a la que están llamados. Junto con trabajos puntuales como Director de obra en la construcción de dos fábricas de cemento (Andaluza de Cementos de Alcalá de Guadaira y Cementos del Sur en Niebla, Huelva), posiblemente la actividad que más le ilusiona es su participación como socio fundador de Arquinde (1963), donde desempeñó las tareas de Director Técnico y posteriormente -cuando su dedicación universitaria le ocupaba la mayor parte de su tiempo- como Asesor Técnico.
En la fundación de Arquinde coincidió con otros profesionales -Ramón Montserrat Ballesté, Fernando de Parias Merry- que cómo él veían necesario una integración profesional -arquitectos e ingenieros de distintas especialidades- que permitiesen proporcionar un servicio completo de calidad en el mundo de la arquitectura. En el objetivo que se proponía Arquinde, la personalidad de García Valcarce fue decisiva, proporcionando el entusiasmo y cordialidad imprescindible en un trabajo en equipo, entre profesionales de distintos campos.
En 1990 el Pleno del Consejo Superior de Colegios de Arquitectos de España le otorga la distinción de Arquitecto Honorario, un reconocimiento que se otorga debido,

a sus excepcionales cualidades humanas, se añade una extraordinaria formación tecnológica, reconocida en los ámbitos científicos más cualificados; de su esfuerzo y aportación en el campo de la Arquitectura destacan sus iniciativas en el desarrollo de las tecnologías
constructivas, desde la investigación y la innovación, así como su intenso magisterio entre los Arquitectos
Acuerdo del Pleno del CSCA, 11 y 12 de enero de 1990

una distinción que hasta esa fecha el Consejo solo se había concedido a Eduardo Chillida. 

## Docencia
Ya durante su trabajo en Agromán había impartido en la propia empres cursos de formación profesional para Oficiales, Capataces, Encargados de obra y Auxiliares. Continuaba así cultivando una vocación por la docencia que ya había desempeñado cuando estudiaba ingeniería de Montes en Madrid. En 1963, esa atracción por la enseñanza le lleva a iniciar la labor docente universitaria en la Escuela de Arquitectura de Sevilla, primero como profesor interino de Construcción-II y en 1964 como encargado de cátedra de esa misma asignatura. En 1971 obtiene por oposición la Cátedra de Construcción III, y desde esa cátedra continúa la docencia en la Escuela de Arquitectura de Sevilla, de la que es nombrado subdirector ese mismo año 1971 y subdirector-jefe de estudios en 1976. Ese mismo año es nombrado Director del Departamento de Construcción de la Escuela; allí funda y dirige los Cuadernos de Construcción, y como representante de la Escuela es cofundador de la Fundación Codificación y Banco de Precios de la Construcción. En 1982 es nombrado Vicerrector de la Universidad de Sevilla, cargo en el que permanece hasta 1985, en que se trasladó a Pamplona.
En el curso 1985-86 inicia su actividad docente en la Escuela de Arquitectura de la Universidad de Navarra, como profesor ordinario de Construcción. En 1991 fue nombrado director de la Escuela, cargo en el que permaneció hasta 1994; continuando su labor en la Escuela hasta su jubilación en el curso 1996-1997. Durante su docencia en la Escuela de Pamplona, dirige, impulsa y orienta el departamento de Edificación. En 1987 funda RE. Revista de Edificación, cuya publicación continúa actualmente; en 1989 pone en marcha el Curso Superior de Edificación que en 1991 pasa a ser Máster, del que es director. Bajo su dirección se pone en marcha el Manual de Edificación del que, bajo su dirección, se publican el volumen 1. Derribos y demoliciones. Actuaciones sobre el terreno; y el volumen 2. Evacuación de aguas de los edificios.

## Construcciones
Entre las obras en que ha participado, destacan
- 200 viviendas provisionales en Sevilla, para damnificados por la inundaciones del Tamarguillo.
- Astilleros de Sevilla, para la Empresa Nacional Elcano
- Fábrica de contadores para Gandys & Gyr Española, Sevilla
- Bodegas Internacionales en Jerez de la Frontera, 1974 (en el registro del Movimiento Moderno de DoCoMoMo Ibérico: Plan Nacional del siglo XX-Nivel A)
- Hipermercado Continente, Sevilla.

## Publicaciones
- Antonio García Valcarce, Juan Mateo Carrasco Romero, Francisco Ortega Andrade,  "Corrosión de tuberías en un edificio de viviendas", en RE. Revista de Edificación, n. 2 (1988), pp. 27-28
- Antonio García Valcarce, Francisco Ortega Andrade, "Situación patológica: humedades en viviendas adosadas", en RE. Revista de Edificación, n. 3 (1988, pp. 13-18
- Antonio García Valcarce, "Cenizas volantes", en RE. Revista de edificación, n.3 (1988), pp. 23-28
- Acondicionamientos del terreno, ETS. Arquitectura de la Universidad de Navarra, 1990
- NBE QB-90. Cubiertas con materiales bituminosos, ETS Arquitectura Universidad de Navarra, Pamplona, 1991.
- Antonio García Valcarce, Purificación González Martínez, Rufino Hernández Minguillón, Manual de edificación. I. Derribos y demoliciones, actuaciones sobre el terreno, EUNSA, Pamplona, 1995. ISBN 84-313-1355-2
- Manual de edificación. II. Evacuación de aguas de los edificios, T6) Ediciones, Pamplona, 1997. ISBN 84-89713-10-3
- Antonio García Valcarce, "Instrucción para la recepción de cementos RC -97.", en RE. Revista de edificación, n. 27 (1998), pp. 104-108.
- Antonio García Valcarce, "Hormigones fibrosos (enlace roto disponible en Internet Archive; véase el historial, la primera versión y la última).", en RE. Revista de edificación, n. 28 (1998), pp. 59-69.A
- Antonio García Valcarce, "Hormigones autonivelantes H.A.N.", en RE. Revista de edificación, n. 28 (1998), pp. 70-72.
- Antonio García Valcarce, "Instrucción de hormigón estructura E.H.E", en RE. Revista de edificación, n. 30 (1999), pp.- 59-62.
- Antonio García Valcarce, Manual de edificación. III. Mecánica de los terrenos y cimientos, Dossat, Madrid, 2000. ISBN 84-89656-48-7
- Antonio García Valcarce et al., Deontología para arquitectos, Dossat, Madrid, 2000. ISBN 84-89656-87-8
- Antonio García Valcarce, Ana Sánchez-Ostiz, Purificación González Martínez, Manual de dirección y organización de obras, Dossat, Madrid, 2004. ISBN 84-89656-62-2

## Distinciones
- 1962, Encomienda de Mérito Civil, como representante de los trabajadores en premio a la labor de construcción de albergues provisionales con motivo de las grandes inundaciones del Tamarguillo (Sevilla).

- 1982, Encomienda de Alfonso X el Sabio, a propuesta del Rectorado de la Universidad de Sevilla.
- 1990, nombramiento de Arquitecto Honorario, acuerdo del Pleno del Consejo Superior de Arquitectos de España, del 11 y 12 de enero de 1990. El acto de nombramiento tuvo lugar el 10 de octubre de 1990